# Blossia spinosa
Blossia spinosa är en spindeldjursart som beskrevs av Simon 1880. Blossia spinosa ingår i släktet Blossia och familjen Daesiidae. Inga underarter finns listade.